# Zachary Schrag
Zachary Schrag je historik na George Mason University. (Ph.D. Columbia University)
Zabývá se dějinami metra v hlavním městě USA Washingtonu.

## Vybrané publikace
- Schrag, Zachary. 2006. The Great Society Subway: A History of the Washington Metro. Baltimore : Johns Hopkins University Press. (Knihovna sociologie FF UK)